# 紅背異箭毒蛙
紅背異箭毒蛙（学名：Allobates zaparo），又名薩氏箭毒蛙，是分佈在厄瓜多爾及秘魯的一種箭毒蛙。牠們主要棲息在亞熱帶或熱帶低地的潮濕森林及河流。